# Anya (film, 2020)
Pour plus de détails, voir Fiche technique et Distribution.
Anya (Waiting for Anya) est un film dramatique historique coécrit et réalisé par Ben Cookson, sorti en 2020. Il s'agit d'une adaptation cinématographique du roman éponyme de Michael Morpurgo, édité en 1990.

## Synopsis
Pendant la Seconde Guerre mondiale, dans un petit village occupé des Pyrénées, à Lescun, les Nazis surveillent de près la frontière. Un jour, dans la montagne, un tout jeune berger, Jo, découvre plusieurs enfants juifs cachés dans une ferme, tenue par une veuve et son gendre, Benjamin. Ce dernier a perdu la trace de sa fille, Anya, et espère un jour la retrouver. Pendant ce temps, aidé par sa belle-mère, il aide les jeunes juifs qu'ils protègent à fuir en Espagne. Mais, cette fois-ci, leur mission est perturbée par les Allemands qui longent la frontière rendant donc impossible leur fuite. Mais, n'écoutant que son courage, Jo décide de garder leur secret et de tout faire pour les aider à s'évader en Espagne. Épaulé par son grand-père, plusieurs habitants du village et son père ancien prisonnier des Allemands, Jo s'allie avec Benjamin et la veuve Horcada pour permettre leur évasion de l'autre côté de la frontière. Même s'il faut risquer sa propre vie, ils décident tous de lutter contre l'occupation nazie pour donner un espoir à ces enfants clandestins... 

## Fiche technique
- Titre original : Waiting for Anya
- Titre français : Anya
- Réalisation : Ben Cookson
- Scénario : Toby Torlesse et Ben Cookson, d'après le roman éponyme de Michael Morpurgo
- Montage : Chris Gill
- Musique : James Seymour Brett
- Photographie : Gerry Vasbenter
- Production : Alan Latham et Phil Glynn
- Sociétés de production : Goldfinch, Fourth Culture Films, Bad Penny Productions, 13 Films et Artémis Productions
- Société de distribution : Kaleidoscope Entertainment et VUE Cinemas (Royaume-Uni) ; Metropolitan Filmexport (France) ; Vertical Entertainment (États-Unis)
- Pays d'origine :  Royaume-Uni,  Belgique
- Langue originale : français, anglais, allemand
- Format : couleur
- Genre : drame historique
- Durée : 109 minutes
- Dates de sortie  :
  - États-Unis : 7 février 2020
  - Royaume-Uni : 14 février 2020
  - France : 15 juillet 2020 (DVD)

## Distribution
- Noah Schnapp : Jo
- Thomas Kretschmann : le caporal
- Frederick Schmidt (en) : Benjamin
- Tómas Lemarquis : Lieutenant
- Elsa Zylberstein : la mère de Jo
- Gilles Marini : le père de Jo
- Jean Reno (VF : lui-même) : Henri
- Anjelica Huston : veuve Horcada
- Nicholas Rowe : le maire
- Sadie Frost : Madame Jollet
- William Abadie : Père Lasalle
- Urs Rechn : Hans
- Joséphine de La Baume : Mademoiselle Audap
- Jean-François Balmer : le narrateur